# Cầu Ngang (huyện)
Cầu Ngang là một huyện cũ thuộc tỉnh Trà Vinh cũ, Việt Nam.

## Địa lý
Huyện Cầu Ngang nằm ở phía đông nam của tỉnh Trà Vinh, nằm bên bờ sông Cổ Chiên và cửa Cung Hầu, có vị trí địa lý:
- Phía đông và phía bắc giáp huyện Châu Thành
- Phía tây giáp huyện Trà Cú
- Phía nam giáp thị xã Duyên Hải và huyện Duyên Hải.

Huyện Cầu Ngang có diện tích 325 km², dân số năm 2019 là 121.254 người, mật độ dân số đạt 373 người/km².

### Tài nguyên thiên nhiên

#### Tài nguyên đất
Tổng diện tích đất tự nhiên của huyện: 31.885,97 ha, chiếm 14,39% diện tích toàn tỉnh (221.515 ha); phần lớn đất đai của huyện là đất nông nghiệp, với 27.569,55 ha chiếm 86,463% diện tích tự nhiên của huyện, đất phi nông nghiệp có 4.303,63ha, chiếm 13,5% diện tích đất tự nhiên của huyện, hiện còn 11,79ha đất chưa sử dụng, chiếm 0,03% diện tích đất tự nhiên của huyện.
Gồm 3 nhóm đất chính:
- Đất cát giồng: có 4.181,79 ha, chiếm 12,81% diện tích đất
- Đất phù sa: có 21.357,72 ha, chiếm 65,44% diện tích đất
- Đất phèn: có 7.899,08 ha, chiếm 21,75% diện tích đất.

Nhìn chung, đất đai trong huyện có sa cấu là sét đến sét pha thịt, tầng canh tác trung bình đến khá dày, thích hợp cho việc trồng lúa và các loại cây màu.

#### Tài nguyên nước
Huyện Cầu Ngang có đặc điểm nguồn nước mặt rất đặc biệt, bao gồm ba nguồn mặn, ngọt, lợ do đó rất phù hợp cho việc canh tác đa cây, đa con của huyện. Nguồn nước mặt của huyện chủ yếu được cung cấp từ sông Cổ Chiên, sông Thâu Râu và sông Vinh Kim và nguồn nước mưa, vào mùa khô do tác động của thủy triều đưa nước mặn từ biển xâm nhập sâu vào nội địa làm nhiễm mặn nước khu vực cửa sông nên khả năng cung cấp nước ngọt cho sinh hoạt và sản xuất có gặp khó khăn, nhưng đây lại là lợi thế cho việc phát triển nuôi thủy sản, đặc biệt là nuôi tôm sú. Nguồn nước ngầm khá phong phú, với 3 tầng chứa nước thay đổi từ 60 – 400m, phổ biến từ 90 – 120m; khả năng khai thác 97.000 m³/ngày.

#### Dân số
Năm 2005 ước khoảng 136.244 người, mật độ dân số 428 người/km², tỷ lệ sinh 1,64%, tỷ lệ tăng tự nhiên 1,4%; tỷ lệ phân bố dân cư theo khu vực thành thị 13.946 người, đạt 10,23%, nông thôn 122.361 người, đạt 89,77%.
Nguồn lao động: số người hoạt động trong nền kinh tế quốc dân là 79.405 người, trong đó số người trong độ tuổi lao động là 75.774, chiếm 55,62% số dân, trong đó có việc làm 72.885 người, tỷ lệ thất nghiệp tương đối thấp, còn khoảng 3,83%; tỷ lệ lao động tại khu vực thành thị là 62,8%, nông thôn là 85,5%.
Dự báo nguồn nhân lực: Dân số trong thời gian tới được xây dựng trong điều kiện kinh tế - xã hội tăng trưởng đều; tỷ lệ tăng trưởng dân số bình quân giai đoạn từ 2006 - 2010 là 1,3%, giai đoạn 2011 - 2015 là 1,1%, giai đoạn 2016 - 2020 là 1,0%. Tương ứng dân số năm 2010 là 145.332 người, năm 2015 là 153.500 người, năm 2020 là 163.000 người.
Huyện có diện tích 325 km² và dân số là 128.000 người. Huyện lỵ là thị trấn Cầu Ngang nằm cách Thành phố Trà Vinh 20 km về hướng đông nam.

## Hành chính
Huyện Cầu Ngang có 15 đơn vị hành chính cấp xã trực thuộc, bao gồm 2 thị trấn: Cầu Ngang (huyện lỵ), Mỹ Long và 13 xã: Hiệp Hòa, Hiệp Mỹ Đông, Hiệp Mỹ Tây, Kim Hòa, Long Sơn, Mỹ Hòa, Mỹ Long Bắc, Mỹ Long Nam, Nhị Trường, Thạnh Hòa Sơn, Thuận Hòa, Trường Thọ, Vinh Kim.

## Lịch sử
Quận Cầu Ngang thuộc tỉnh Trà Vinh từ ngày 1 tháng 1 năm 1928, gồm có 3 tổng: Bình Trị với 5 làng, Vinh Lợi với 6 làng, Vinh Trị với 6 làng; quận lỵ ở làng Thuận Mỹ.
Sau năm 1956, quận thuộc tỉnh Vĩnh Bình, gồm có 2 tổng Bình Trị và Vinh Lợi, tất cả có 8 xã, quận lỵ ở xã Mỹ Hòa.
Sau ngày 30 tháng 4 năm 1975, Cầu Ngang là huyện của tỉnh Cửu Long, gồm 12 xã: Hiệp Hòa, Hiệp Mỹ, Long Hữu, Long Sơn, Long Toàn, Long Vĩnh, Mỹ Hòa, Mỹ Long, Ngũ Lạc, Nhị Trường, Trường Long Hòa, Vinh Kim.

### Từ năm 1976 đến nay
Tháng 2 năm 1976, Chính phủ Cách mạng lâm thời Cộng hòa Miền Nam Việt Nam ban hành Nghị định về việc giải thể khu, hợp nhất tỉnh ở miền Nam Việt Nam bằng sự sáp nhập tỉnh Vĩnh Long và tỉnh Vĩnh Bình thành tỉnh Cửu Long.
Ngày 11 tháng 3 năm 1977, Hội đồng Chính phủ ban hành Quyết định 59-CP. Theo đó, giải thể huyện Châu Thành Đông và sáp nhập các xã Hòa Thuận, Lương Hòa, Hưng Mỹ, Phước Hào của huyện Châu Thành Đông vào huyện Cầu Ngang.
Ngày 15 tháng 9 năm 1981, Hội đồng Bộ trưởng Quyết định 69-HĐBT. Theo đó:
- Chia xã Trường Long Hòa thành hai xã là xã Trường Long Hòa và xã Dân Thành
- Chia xã Ngũ Lạc thành hai xã là xã Ngũ Lạc và xã Thạnh Hòa Sơn
- Chia xã Long Toàn thành hai xã là xã Long Toàn và xã Long Khánh
- Chia xã Mỹ Long thành hai xã là xã Mỹ Long và xã Hiệp Thạnh
- Tách ấp Cả Đôi của xã Long Vĩnh để sáp nhập vào xã Long Khánh.

Huyện Cầu Ngang có 16 xã: Dân Thành, Hiệp Hòa, Hiệp Mỹ, Hiệp Thạnh, Long Hữu, Long Khánh, Long Sơn, Long Toàn, Long Vĩnh, Mỹ Hòa, Mỹ Long, Ngũ Lạc, Nhị Trường, Thạnh Hòa Sơn, Trường Long Hòa, Vinh Kim.
Ngày 29 tháng 9 năm 1981, Hội đồng Bộ trưởng ban hành Quyết định 98-HĐBT. Theo đó:
- Chuyển 4 xã: Long Hòa, Hưng Mỹ, Phước Hảo, Hòa Thuận của huyện Cầu Ngang về huyện Châu Thành vừa tái lập
- Chia huyện Cầu Ngang thành hai huyện Cầu Ngang và Duyên Hải.

Huyện Cầu Ngang gồm có 8 xã Thạnh Hòa Sơn, Long Sơn, Nhị Trường, Hiệp Hòa, Vinh Kim, Mỹ Hòa, Hiệp Mỹ, Mỹ Long. Trụ sở huyện đóng tại xã Mỹ Hòa.
Ngày 27 tháng 3 năm 1985, Hội đồng Bộ trưởng ban hành Quyết định 86-HĐBT. Theo đó:
- Chia xã Mỹ Long thành hai xã là xã Mỹ Long Bắc và xã Mỹ Long Nam
- Chia xã Hiệp Hòa thành hai xã là xã Hiệp Hòa và xã Kim Hòa.

Ngày 23 tháng 11 năm 1991, Ban Tổ chức Chính phủ ban hành Quyết định. Theo đó:
- Thành lập thị trấn Cầu Ngang trên cơ sở điều chỉnh một phần diện tích và dân số của xã Mỹ Hòa
- Sáp nhập hai xã Mỹ Long Bắc và Mỹ Long Nam thành xã Mỹ Long.

Ngày 26 tháng 12 năm 1991, tỉnh Cửu Long được tách thành tỉnh Vĩnh Long và tỉnh Trà Vinh. Huyện Cầu Ngang thuộc tỉnh Trà Vinh.
Ngày 07 tháng 10 năm 1995, Chính phủ ban hành Nghị định 62-CP về việc thành lập thị trấn Mỹ Long trên cơ sở điều chỉnh một phần diện tích và dân số của xã Mỹ Long.
Ngày 03 tháng 10 năm 1996, Chính phủ ban hành Nghị định 57-CP. Theo đó:
- Thành lập xã Thuận Hòa trên cơ sở điều chỉnh một phần diện tích và dân số của xã Mỹ Hòa
- Thành lập xã Trường Thọ trên cơ sở điều chỉnh một phần diện tích và dân số của xã Nhị Trường.

Ngày 2 tháng 3 năm 1998, Chính phủ Việt Nam ban hành Nghị định số 13/1998/NĐ-CP. Theo đó, chia xã Mỹ Long thành hai xã Mỹ Long Bắc và Mỹ Long Nam.
Ngày 10 tháng 12 năm 2003, Chính phủ Việt Nam ban hành Nghị định số 157/2003/NĐ-CP. Theo đó, chia xã Hiệp Mỹ thành hai xã Hiệp Mỹ Đông và Hiệp Mỹ Tây.
Từ đó, huyện Cầu Ngang có 2 thị trấn và 13 xã như hiện nay.

## Kinh tế - xã hội

### Kinh tế

#### Thủy sản
Huyện Cầu Ngang thuộc vùng đồng bằng ven biển và giáp với sông Cổ Chiên nên chịu sự chi phối bởi chế độ triều cường biển Đông thông qua sông Cổ Chiên, nên sự xâm nhiễm của nước mặn vào mùa khô đã hạn chế đến việc khai thác và sử dụng đất nông nghiệp, nhưng đây lại là lợi thế để phát triển nuôi trồng thủy sản (đặc biệt là nuôi tôm sú), từ đó có nguồn nguyên liệu dồi dào để phát triển công nghiệp chế biến. Ngoài ra huyện còn có 15 km đường bờ biển thuộc khu vực các xã Vinh Kim, Mỹ Long Bắc, Mỹ Long Nam và thị trấn Mỹ Long, đây cũng là lợi thế của huyện trong việc phát triển ngành khai thác và đánh bắt thủy hải sản xa bờ.

### Giáo dục
Các trường THPT trên địa bàn huyện Cầu Ngang:
- Trường THPT Dương Quang Đông: khóm Minh Thuận B, TT. Cầu Ngang
- Trường THPT Cầu Ngang A: Ấp Bến Đáy B, xã Mỹ Long Bắc
- Trường THPT Cầu Ngang B: Ấp Giồng Dài, xã Hiệp Mỹ Tây
- Trường THPT Nhị Trường: Ấp Bông Ven, xã Nhị Trường.

## Văn hóa - du lịch

### Văn hóa

#### Tôn giáo
Ở Cầu Ngang, hiện có 4 tôn giáo chính là Phật giáo, Công giáo, Cao Đài và Tin Lành được phân bố như sau:
- Phật giáo, phân bố ở hầu khắp các xã, thị trấn trong huyện
- Công giáo, tập trung chủ yếu ở xã Vinh Kim, Mai Hương; khóm Thống Nhất, Mỹ Cẩm A thuộc thị trấn Cầu Ngang
- Cao Đài, chủ yếu ở các xã Hiệp Mỹ Đông, Hiệp Mỹ Tây, Nhị Trường, Thuận Hòa, Mỹ Hòa, Long Sơn, thị trấn Mỹ Long, thị trấn Cầu Ngang
- Tin Lành, chỉ có một nhóm nhỏ tín đồ ở ấp Rạch, xã Thuận Hòa.

### Du lịch
Tập trung đầu tư phát triển các khu du lịch sinh thái Cồn Nghêu (xã Mỹ Long Nam), Cồn Bần (xã Mỹ Long Bắc), Hàng Dương (thị trấn Mỹ Long) và tôn tạo khu di tích lịch sử Chùa Dơi (xã Mỹ Long Bắc).
Huyện có 23 chùa Khmer, trong đó có 2 chùa đặc trưng là chùa Cossom, ở xã Hoà Thuận và Chùa Ô Răng ở xã Long Sơn; đồng thời có chùa Dơi – Chùa Liên Giác (Chùa phật) ở xã Mỹ Long Bắc, được công nhận là di tích lịch sử cấp quốc gia.

#### Một số địa điểm du lịch
- Chùa Giác Linh ở ấp Nhứt A, xã Mỹ Long Bắc
- Chùa Phước Mỹ ở xã Hiệp Mỹ Tây
- Miếu Bà Chúa Xứ ở thị trấn Mỹ Long
- HTX sản xuất Tôm khô Vinh Kim ở ấp Chà Và, xã Vinh Kim
- Làng nghề Cốm Dẹp ở ấp Ba So, xã Nhị Trường
- Lễ hội SanDolta- CholchămThmây ở các xã Thuận Hoà, Nhị Trường, Thạnh Hoà Sơn, Trường Thọ, Hiệp Hoà
- Hàng Dương ở xã Mỹ Long Bắc
- Cồn Bần ở xã Mỹ Long Bắc
- Lễ hội Nghing Ông tại Miếu Bà Chúa Xứ ở thị trấn Mỹ Long
- Bào Dài ở xã Nhị Trường
- Cồn Nghêu ở xã Mỹ Long Nam.